# Estació de Cunit
Cunit és una estació de ferrocarril propietat d'adif situada a la població de Cunit a la comarca del Baix Penedès. L'estació es troba a la línia Barcelona-Vilanova-Valls per on circulen trens de la línia R2 Sud i alguns trens de les línies regionals R13, R14 i R15 de Rodalies de Catalunya operats per Renfe Operadora.
Aquesta estació de la línia de Vilanova va entrar en servei l'any 1882 quan es va obrir el tram entre Vilanova i la Geltrú i Calafell, un any més tard arribava a Valls. Al segle xx es van fer obres a la línia per duplicar les vies. L'edifici és un exemple d'edificis que van reemplaçar els originals per construccions més funcionals que les antigues estacions.
El nombre de passatgers pujats l'any 2016 va ser de 375.000 persones.

## Serveis ferroviaris
| Rodalia de Barcelona                       |                   |       |          |                             |
| Procedència/Destinació                     | <                 | Línia | >        | Procedència/Destinació      |
| Sant Vicenç de Calders                     | Segur de Calafell |       | Cubelles | Estació de França           |
| Serveis regionals de Rodalies de Catalunya |                   |       |          |                             |
| Lleida Pirineus                            | Segur de Calafell |       | Cubelles | Barcelona-Estació de França |
| Reus                                       | Segur de Calafell |       | Cubelles | Barcelona-Estació de França |

1. Aquest recorregut de la R2 és provisional fins al 2011 fruit de les obres a Sant Andreu Comtal, per veure quins són els canvis que hi ha hagut vegeu R2 i R10.